# 羅茲瓦日 (奧斯特羅赫區)
50°22′1″N 26°30′54″E / 50.36694°N 26.51500°E
羅茲瓦日（烏克蘭語：Розваж）是位於烏克蘭西北部里夫內州裏里夫內區的村莊，始建於1578年，面積2.22平方公里，海拔高度189米，2001年人口1,123，人口密度每平方公里505.9人。